# Pont ferroviaire de Cubzac
Le pont ferroviaire de Cubzac est un pont ferroviaire métallique français situé dans le département de la Gironde, en région Nouvelle-Aquitaine

## Présentation
C'est un pont à poutres en treillis mis en service en 1886 sur la ligne de Chartres à Bordeaux-Saint-Jean qui permet de relier Cubzac-les-Ponts à Saint-Vincent-de-Paul et de franchir la Dordogne

### Histoire
Cet ouvrage a été construit en 1885-1886 par les établissements Daydé & Pillé. Sa ressemblance et sa proximité avec le pont routier Gustave Eiffel ont longtemps laissé le doute sur le nom du constructeur. Il a été mis en service le 11 juillet 1886 lors de l'ouverture à l'exploitation de la section de Cavignac à Ambarès-et-Lagrave. Détruit par les Allemands le 24 août 1944, il a été reconstruit et remis en service en voie unique le 1er juin 1946 et en double voie le 18 octobre suivant. Entre ces deux dates, les trains en partance de Bordeaux et à destination de Saintes et au-delà vers La Rochelle, Nantes (et vice-versa) étaient détournés par Libourne, Marcenais et Saint-Mariens-Saint-Yzan.

## Caractéristiques
D'une longueur totale de 2 178 m, il est composé d'une estacade métallique côté Chartres, et d'un ouvrage principal à tablier métallique constitué en huit travées dont les deux travées de rives mesurent 60 m et les six travées centrales 73,60 m. Ces travées sont appuyées sur sept piles dans le lit de la Dordogne et sur deux piles sur berges. Il est prolongé par une estacade côté Bordeaux, en partie métallique et en partie en maçonnerie. La largeur de la partie centrale est de 8,75 m.